# Hiroko Oyamada
Hiroko Oyamada (jap. 小山田浩子); ur. w 1983 w Hiroshimie) – japońska pisarka; autorka opowiadań i krótkich powieści. Laureatka nagrody magazynu Shinchō dla debiutujących pisarzy, Nagrody Ody Sakunosuke oraz Nagrody im. Akutagawy. 

## Wczesne życie
Hiroko Oyamada urodziła się w Hiroshimie, tam również zdobywała wykształcenie. W 2006 roku obroniła dyplom na kierunku literatura japońska na Uniwersytecie w Hiroshimie. Po zakończeniu studiów Oyamada stosunkowo często zmieniała miejsca zatrudnienia, pracowała m.in. w dużej fabryce samochodów, co zainspirowało ją do napisania pierwszego opowiadania - Kōjō (Factory). W 2010 roku otrzymała za nie nagrodę dla debiutujących pisarzy przyznawaną przez magazyn Shinchō. Po debiucie pisarskim Oyamada podjęła pracę na pół etatu w redakcji lokalnego czasopisma, gdzie poznała swojego obecnego męża. Niedługo później zrezygnowała z tej pracy.

## Twórczość
W 2013 Oyamada zdobyła Nagrodę im. Sakunosuke Ody za zbiór opowiadań zatytułowany Kōjō. Parę miesięcy później nowela Ana (Hole) ukazała się w literackim czasopiśmie Shinhō, a w 2014 roku została wyróżniona Nagrodą im. Akutagawy. Hiromi Kawakami, jedna z zasiadających w jury pisarek oceniła, że "autorka ma zdolność do osadzania literatury fantastycznej w realistycznym świecie przedstawionym". W 2021 roku trzecia książka Oyamady, zbiór opowiadań zatytułowanych Niwa (Ogród), została wydana w języku polskim przez Wydawnictwo Tajfuny w tłumaczeniu Anny Wołcyrz.

U Oyamady mamy do czynienia z literacką celebracją słowa, szczegółu i chwili. Język opowiadań jest bardzo gęsty i naszpikowany miniaturowymi opisami (...)  Najistotniejszy wydaje się przenikliwy narrator, który podsłuchuje i podgląda innych. Pisarka czasami bawi się perspektywami narracji, używając wielogłosu. (...) Ogród to literacka uczta dla czytelnika lubiącego to, co proste, spokojne i powolne. To opowiadania, które kuszą swoją powszedniością, pokazując nam, że to, co piękne i wyjątkowe, nie musi być wyszukane i skomplikowane.

## Życie prywatne
Wśród swoich literackich inspiracji Oyamada wymienia Franza Kafkę i Mario Vargas Llosę. W specjalnym wydaniu magazynu Granta poświęconego japońskiej literaturze, James Hadfield of The Japan Times porównał twórczość Oyamady do dzieł Yōko Ogawy i nazwał ją "obiecującą młodą pisarką".
Oyamada mieszka w Hiroshimie ze swoim mężem i córką.